# Bajram Kosumi
Bajram Kosumi (ur. 20 marca 1960 w Tugjec k. Kosovskiej Kamenicy) – premier Kosowa od 23 marca 2005 do 1 marca 2006.

## Życiorys
Absolwent Wydziału Filologicznego uniwersytetu w Prisztinie. W 2008 obronił pracę doktorską z literatury albańskiej.
Karierę polityczną rozpoczął w marcu 1981, w czasie demonstracji studentów albańskich w Kosowie. Za udział w demonstracjach został skazany na 15 lat więzienia. Opuścił je w 1991. Po opuszczeniu więzienia rozpoczął pracę jako dziennikarz.
W 1994 został przewodniczącym Parlamentarnej Partii Kosowa. Wziął udział w negocjacjach w Rambouillet w 1999.
W latach 2005–2006 pełnił funkcję premiera Kosowa, był także ministrem ochrony środowiska naturalnego. Jest aktualnie wiceprzewodniczącym Sojuszu dla Przyszłości Kosowa i twórcą Inicjatywy Obywatelskiej na rzecz Demokracji (alb. Iniciativa Qytetare për Demokracinë). Pracuje jako wykładowca na Wydziale Dziennikarstwa  Uniwersytetu w Prisztinie.
W życiu prywatnym jest żonaty, ma troje dzieci.

## Dzieła
- 1991: Libri i lirisë (Księga wolności).
- 1991: Lirika e Fishtës (Liryka Fishty).
- 1995: A Concept on Sub-Policy.
- 2000: Vocabulary of Barbarians.
- 2001: A Concept on the New Political Thought.
- 2004: Letra nga burgu (Listy z więzienia)
- 2006: Një vit vendimtar (Decydujący rok)
- 2006: Jeta dhe Veprimtaria e Xhevat Bekteshit ne Departamentin e Metrologjise (Życie i działalność Xhevata Bekteshiego w Wydziale Metrologii)
- 2012: Fishta dhe tradita letrare shqiptare
- 2013: Tipologji dhe zhanër
- 2023: Enciklopedia imagjinare: postroman